# Эд Гейн: Мясник из Плэйнфилда
«Эд Гейн: Мясник из Плэйнфилда» (англ. Ed Gein: The Butcher of Plainfield) — фильм режиссёра Майкла Фейфера. Основан на реальных событиях из жизни знаменитого американского серийного убийцы Эда Гейна.

## Сюжет
Экранизация жизни серийного убийцы Эда Гейна, чьи преступления в 1950-х годах потрясли всю Америку.

## Съёмочная группа
- Режиссёр — Майкл Фейфер
- Продюсер — Бэрри Барнхолц, Мелвин Баттерз, Майкл Фейфер
- Сценарист — Майкл Фейфер
- Оператор — Роберто Шайн
- Композитор — Гленн Морриссет